# Cliff Thompson
Clifford R. Thompson (* 10. September 1893 in Minneapolis, Minnesota; † 7. Juni 1974) war ein US-amerikanischer Eishockeytrainer. 
Thompson war Spieler in den Mannschaften der Minneapolis Central High School und der University of Minnesota. 1926 wurde er Cheftrainer der Highschool-Eishockeymannschaft von Eveleth, Minnesota. Schon bald entwickelten sich die Golden Bears zu einer der besten Mannschaften in ganz Minnesota. Thompson erreichte mit Eveleth bei dem seit 1945 ausgetragenen State Tournament fünfmal den Titel, zweimal den zweiten und dreimal den dritten Platz. Bemerkenswert waren die Jahre 1948 bis 1951, als die Golden Bears vier perfekte Saisons spielten und insgesamt 78 Spiele in Folge gewannen. Erst im Endspiel des State Tournaments 1952 mussten sie sich nach zuvor vier Titeln in Folge geschlagen geben. Bei seinem Rücktritt 1958 wies Thompson die Bilanz von 534 Siegen bei 26 Niederlagen und neun Unentschieden auf. Elf Spieler aus seiner Zeit schafften später den Sprung in die National Hockey League, darunter Frank Brimsek, Mike Karakas, Sam LoPresti und John Mariucci. Weitere Spieler wie John Mayasich, John Matchefts und Willard Ikola waren mit der US-Nationalmannschaft erfolgreich.
Darüber hinaus war Thompson von 1928 bis 1940 Trainer des Eveleth Junior College, zu der Zeit einer der besten College-Mannschaften in den Vereinigten Staaten. Mit diesen kam er auf 171 Siege bei 28 Niederlagen. 
1973 wurde er in die United States Hockey Hall of Fame aufgenommen.